# Mas Rovirola i capella del Remei
El Mas Rovirola i capella del Remei és una obra del municipi de Cassà de la Selva (Gironès) inclosa en l'Inventari del Patrimoni Arquitectònic de Catalunya.

## Descripció
Es tracta d'una construcció popular amb murs de pedra. L'edifici inicial es basa en una estructura interna de tres crugies, coberta de dues pendents. Carreus de pedra que emmarquen les obertures. Les finestres presenten rapissa emmotllurada. Es conserva el rellotge de sol amb pintures de caràcter popular de principis de segle xx. Al costat de la masia hi ha la capella de nau única rectangular amb absidiola semicircular. La façana principal presenta porta amb carreus i llinda de pedra i ulls de bou. Es conserva el campanar d'espadanya.

## Història

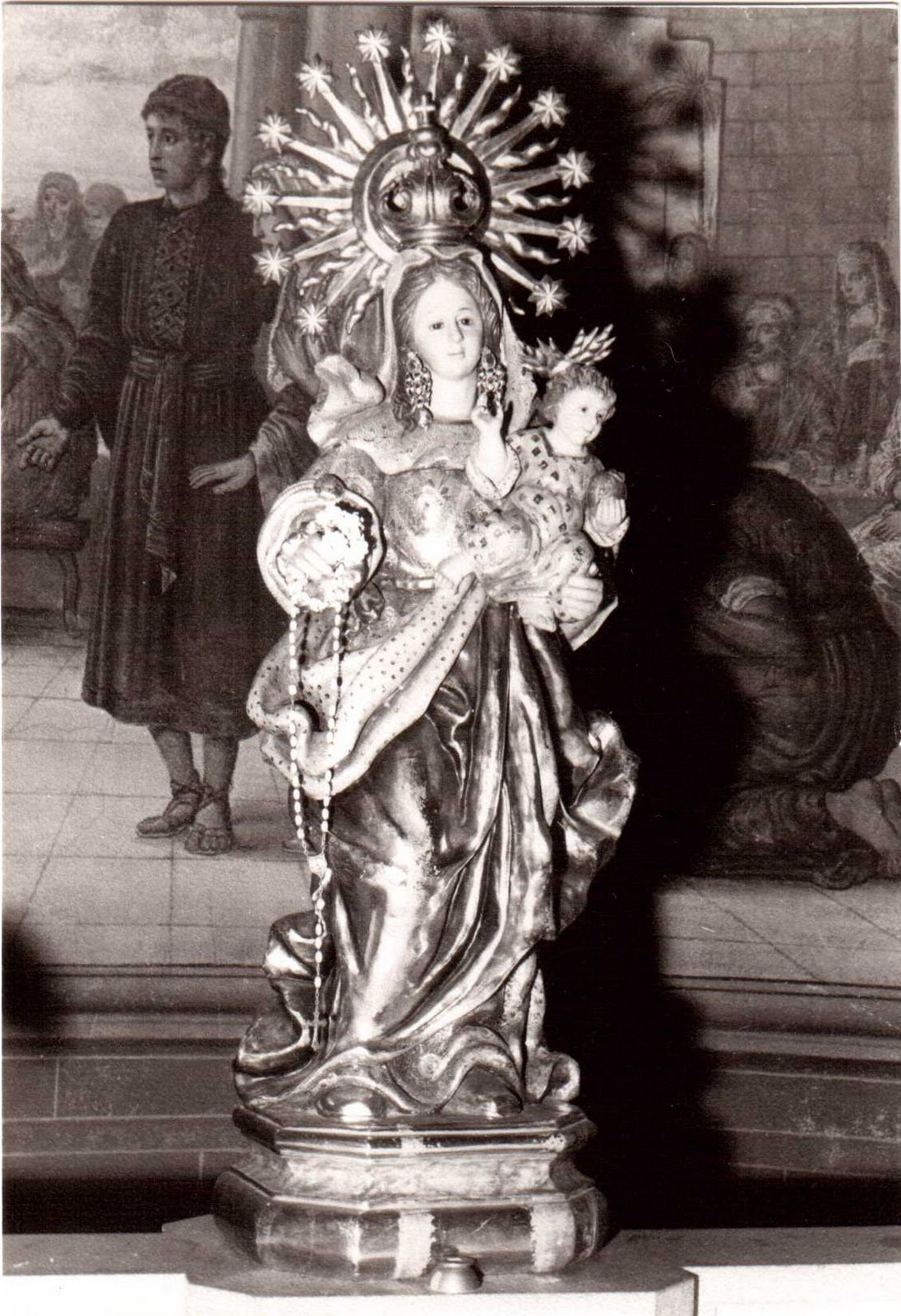
Mare de Déu del Remei i darrera el fresc de Benet Casabó que representa les Noces de Canà

El mas reedificat l'any 1605 per Jeroni Rovirola i Ros, segons consta en la llinda de la porta forana. També consta a la llinda de la porta de la capella el nom del mateix personatge, amb las indicació de ser prevere i amb la data de 1735. La capella fou restaurada a principis de segle XX (no consta en l'arxiu parroquial de Cassà la data de la seva fundació). És dedicada a Nostra Senyora del Remei, del veïnat de Sangosta. De temps immemorial, pertany a la família Ros de Riudellots de la Selva. És molt tradicional l'Aplec del Remei que els veïns de Cassà i voltants celebren el mes d'octubre. L'ermita té uns goigs dedicats.